# San Germano Vercellese
San Germano Vercellese (piemontiul: San German) település Olaszországban, Vercelli megyében. Lakosainak száma 1541 fő (2023. január 1.). San Germano Vercellese Casanova Elvo, Crova, Olcenengo, Santhià, Tronzano Vercellese, Vercelli és Salasco községekkel határos.

## Népesség
A település népességének változása:
| Lakosok száma | 1615 | 1578 | 1541 |
|               | 2017 | 2018 | 2023 |